# Dołżka (Bolechów)
Dołżka  (ukr. Довжка) – dawna wieś, od 1929 część miasta Bolechów na Ukrainie, w obwodzie iwanofrankiwskim. Rozpościera się na południe od centrum Bolechowa.
Dawniej jednostkowa gmina wiejska, za II RP w powiecie dolińskim województwa stanisławowskiego. Liczba mieszkańców w 1929 roku wynosiła 564. Rozporządzenie Rady Ministrów z dnia 26 kwietnia 1929 o zmianie granic miasta Bolechowa gminy wiejskie Bolechów Ruski, Babilon Nowy, Dołżka, Salomonowa Górka i Wołoska Wieś włączono do gminy miejskiej Bolechów